# 金牛座UX

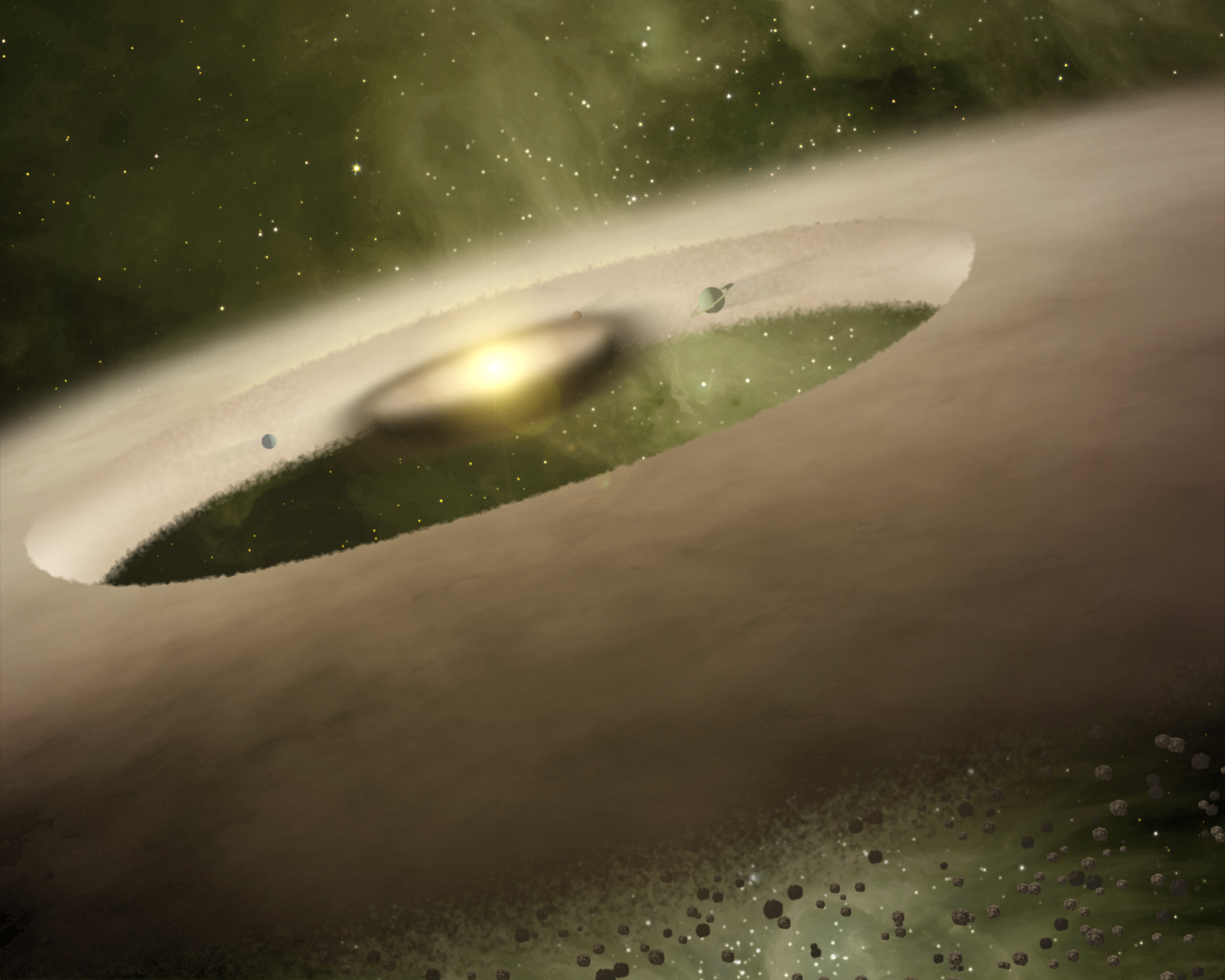
藝術家筆下圍繞金牛座UX A的岩屑盤，並有數個假想的原行星。

金牛座UX（UX Tauri，UX Tau）是一個位於金牛座的聯星系統，距離地球約450光年。

## 概要
該系統因為近年史匹哲太空望遠鏡在周圍發現了有縫隙的原行星盤而聞名。通常在這樣的年輕恆星旁開始累積成一個廣大的環狀區域的盤內塵埃不是非常薄就是不存在於距離恆星0.2到56天文單位的範圍內。通常狀況下這代表行星的前身可能形成於盤中，雖然該恆星年齡只有約100萬年。

## 外部連結
- . SAO/NASA. 1991-09  [2008-06-16]. （原始内容存档于2019-07-01）.

- . Jumk.de.   [2008-06-16]. （原始内容存档于2008-04-29）.